# Comptoir national d'escompte de Paris
Pour les articles homonymes, voir CNEP.
Le Comptoir national d'escompte de Paris (CNEP), une des banques ancêtres du groupe BNP Paribas, est créé par décret le 10 mars 1848. Cette création se fait, comme celle du Comptoir national d'escompte de Mulhouse au même moment, dans un contexte de révolution industrielle, de crise économique et de révolution bancaire (on parle de « Seconde révolution bancaire »).

## Histoire

### Naissance d'une banque à la suite d'une grave crise
Après la crise économique de 1847, qui a vu la faillite de 829 établissements bancaires entre 1846 et 1848, et l’effervescence révolutionnaire de février 1848, les marchés de l’argent sont paralysés. Le paiement comptant se substitue au crédit-fournisseur et à l’escompte commercial. Devant cette situation, des mesures d’urgence s’imposent en vue de réanimer le commerce. Le gouvernement provisoire, dirigé par Garnier-Pagès, décide la mise en place, par décret, de comptoirs d’escompte ou banques locales de crédit à court terme pour enrayer le blocage bancaire et la récession des années 1845-1848.
La création des Comptoirs d’escompte, établis au niveau des départements français, réunissent l’État, les municipalités et les milieux d’affaires. 66 comptoirs voient le jour, parmi lesquels le Comptoir national d’escompte de Paris (CNEP), crée par décret le 10 mars 1848. Société au capital social de 20 millions de francs, le CNEP est constitué pour un tiers en numéraire par les associés souscripteurs, principalement ceux de la corporation des libraires et éditeurs, pour un tiers en obligations par la Ville de Paris, pour un tiers en bons du Trésor par l'État.

### Développement de la première banque française internationale
La loi du 10 juin 1853 autorise la transformation des Comptoirs d’escompte de 1848 en sociétés anonymes, « sans aucun concours ou garantie de la part de l’État, des départements ni des communes ». Onze comptoirs, dont ceux de Paris et de Mulhouse suivent cette direction et deviennent des sociétés privées. Le CNEP est libéré définitivement de la tutelle et de la participation de l’État et devient le Comptoir d’Escompte de Paris (CEP) en juillet 1854.
Le CEP se consacre au métier de l’escompte et définit à sa création une stratégie de croissance et d’appui au négoce dans l’ensemble de ses opérations, par un élargissement de ses activités et de ses zones d’intervention. Le décret du 25 mai 1860 permet au Comptoir de fonder des agences dans les colonies françaises et à l’étranger. Par ailleurs, la signature en 1860 du traité de libre-échange avec la Grande-Bretagne favorise le déploiement du grand commerce. Ainsi, le CEP va connaître un développement international rapide qui en fait la première banque française ayant créé, ex nihilo, un réseau d’agences à l’étranger.
À partir de 1860, le Comptoir installe des points d’appui bancaires le long des axes d’échange les plus intenses ou les plus prometteurs dans le pourtour de l’Océan Indien et en Extrême-Orient. Ainsi, sont ouvertes des agences à Shanghai et Calcutta (1860), la Réunion, Bombay, Hong Kong et Saigon puis Londres, Yokohama (1867), San Francisco (1877) et Alexandrie (ce bureau se trouvera à la tête des agences du Caire fondée en 1906 et de Port-Saïd, ouverte en 1909), Melbourne, Sydney (1881), Madagascar (1885). On parle de « French Bank » en Orient. C’était une volonté affichée de concurrencer sur leur propre territoire les banques et le commerce britanniques, dont les entreprises françaises, exportatrices et importatrices, veulent s’affranchir : les premières agences ouvertes le sont dans les zones d’influence anglaise. Mais c’est aussi un moyen de trouver de nouvelles zones d’approvisionnement  pour l’Europe, qui connaît dans les années 1860 une véritable pénurie de coton du fait de la guerre de Sécession aux États-Unis.

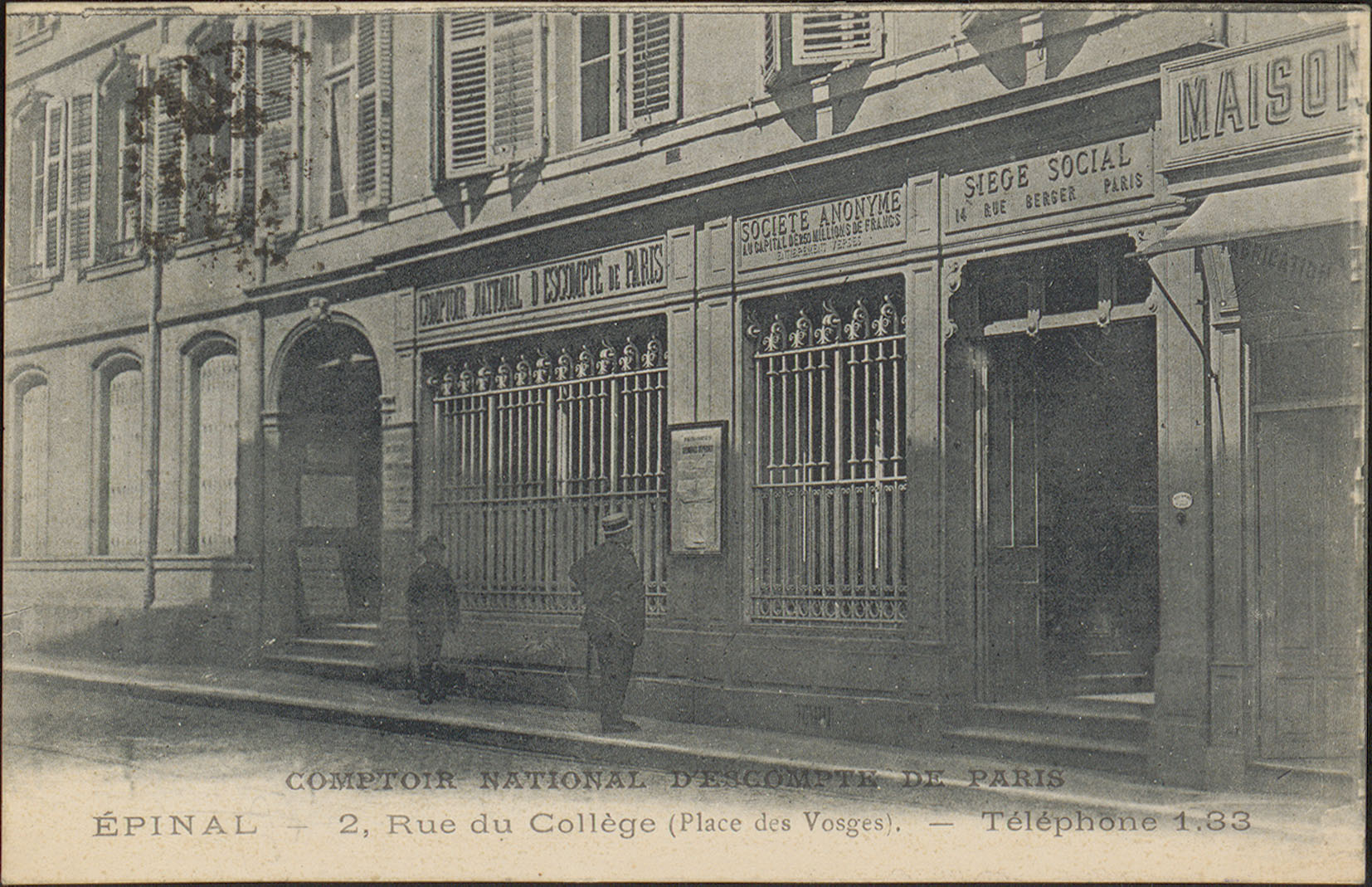
Agence d'Épinal.

Ce n’est qu’à partir de 1867 que l’on voit l'ouverture de la première agence provinciale à Nantes, qui entretient d'étroites relations avec les Antilles. Viennent ensuite Lyon (1868), capitale de la soie et Marseille (1869), ville ouverte aux colonies. Ces ouvertures dans des métropoles commerçantes servent de relais entre la production française et le reste du monde.

### Krach de 1889
À la veille de la guerre de 1870, le CEP est la première banque française. L’escompte reste sa principale activité, mais parallèlement, il voit l’augmentation des dépôts et des activités liées aux agences. Mais face à la débâcle générale du pays après la défaite française de 1870, les opérations du CEP sont ralenties, ralentissement dû aux effets de la crise monétaire en 1871. La nomination d’Édouard Hentsch à la direction du CEP en 1874 va transformer, temporairement, le Comptoir, orientant ses activités vers les grandes affaires industrielles et financières. Le Comptoir devient ainsi une banque mixte drainant d’importants capitaux.
En 1887, face à la détérioration du climat économique pour le Comptoir en Extrême-Orient, conséquence directe de la crise de l’industrie de la soie lyonnaise, de divers conflits en Extrême-Orient et de la crise financière de 1883, le CEP se voit entraîné dans des opérations hasardeuses sur le cuivre : on découvre que la banque a prêté main-forte à l'industriel Eugène Secrétan, provoquant la plus grande spéculation de l'histoire de la production du cuivre,. Elle a aidé sa Société des Métaux, via des nantissements d'environ une soixantaine de millions de francs, qui lui ont permis de contrôler d'importants stocks de cuivre. Par une alliance avec les producteurs anglais, américains, suédois et espagnols, qui lui assurent trois ans de production et l'équivalent de l'offre mondiale, soit 540 000 tonnes, l'industriel a tenté d'effectuer d'énormes plus-values, avec l’accord du Président du conseil d'administration du Comptoir, Édouard Hentsch, associé de Hentsch frères. Malheureusement, la production a continué, le marché s’est ralenti pour combattre cette hausse factice et les prix du cuivre se sont effondrés.
Face à la défiance de plus en plus massive des clients qui viennent récupérer leurs avoirs, et à la suite du suicide du directeur Eugène Denfert-Rochereau (frère du colonel Pierre Philippe Denfert-Rochereau - « le Lion de Belfort »), le CEP doit être mis en liquidation. Le Ministre des Finances, Maurice Rouvier, conscient que la fermeture du Comptoir met en péril tout le système financier, décide de lui venir en aide. La Banque de France se porte garante d’une avance de cent millions de francs (0,5 % du PIB d'alors) à la demande du gouvernement pour pouvoir assurer aux épargnants et investisseurs le retrait de leurs avoirs. Elle demande en échange la remise de son portefeuille, et un engagement de 20 millions de francs des autres banquiers. Les cours de la banque sont divisés par dix. La liquidation amiable du Comptoir d'escompte de Paris devient nécessaire en avril 1889, un mois avant le début de l’Exposition universelle de Paris. Il est exigé des administrateurs une contribution financière sur leurs fortunes personnelles, plusieurs d'entre eux étant poursuivis en correctionnelle pour faux bilans et accaparement.

### Renaissance du CNEP
En raison de son réseau et de son savoir-faire international, il est décidé de reconstituer le CNEP, qui renaît en juin 1889, héritant de la clientèle du CEP. C’est Alexis Rostand, ancien directeur de l’agence de Marseille, qui en prend la direction. La banque se métamorphose en grande banque de dépôts et reste très active à l’étranger et en France : elle participe en 1919 aux États-Unis, à la création de la French American Banking Corporation (FABC), symbole de l’implantation de l’établissement en Amérique. Parallèlement, elle élargit ses sphères d’influence à l’Afrique du Nord (en 1893 en Tunisie, à partir de 1897 elle installe plusieurs agences au Maroc).
En France, l’établissement bancaire prospère, faisant croître son réseau national et participant à de nombreuses émissions sur le marché de Paris : en 1913, il se classe parmi les six premiers par sa capitalisation à la Bourse de Paris. Malgré la crise de 1929 et la Seconde Guerre mondiale, durant laquelle il participe aux emprunts, il est, au sortir du conflit, la troisième banque de dépôts française et possède alors 530 agences et succursales.  
Une double spécificité distingue le Comptoir par rapport à ses concurrents : la banque accorde une place importante aux émissions coloniales dans le cadre de son orientation internationale. Elle participe ensuite très activement à l’industrialisation de la France, en établissant des liens avec de nombreuses entreprises en expansion. Cela concerne les sociétés dans le domaine des transports publics, de l’électricité, du gaz, les industries minières et métallurgiques. Ainsi, pour répondre aux besoins de crédit à moyen terme, le Comptoir participe à la création du Crédit national et crée, à parité avec le Crédit lyonnais, l’UCINA (Union pour le crédit à l’industrie nationale) en 1919.
À la libération, le CNEP fait partie des quatre grandes banques de dépôt nationalisées (avec la BNCI, le Crédit lyonnais et la Société générale) par le ministre des Finances René Pleven (loi du 2 décembre 1945).
De 1945 à 1966, le CNEP maintient les grandes lignes de sa stratégie définie dans l’entre-deux guerres : implantation sélective de ses sièges, centralisation des opérations administratives et comptables. À la veille de sa fusion avec la Banque nationale pour le commerce et l’industrie (BNCI) en 1966, le Comptoir compte 733 agences en province et plus de 100 en Île-de-France, soit pratiquement le double qu’en 1946, 441. À l’étranger, il reste implanté en Angleterre, aux États-Unis, en Belgique, en Inde et Australie.
En 1966, sur décision du ministre des Finances Michel Debré, le Comptoir national d'escompte de Paris fusionne avec la Banque nationale pour le commerce et l'industrie (BNCI) pour donner naissance à la Banque nationale de Paris (BNP). Le pouvoir revient à Henry Bizot, président du CNEP, nommé président du nouvel établissement, et à Pierre Ledoux, directeur général de la BNCI, qui devient directeur général de la BNP.

## Bâtiments

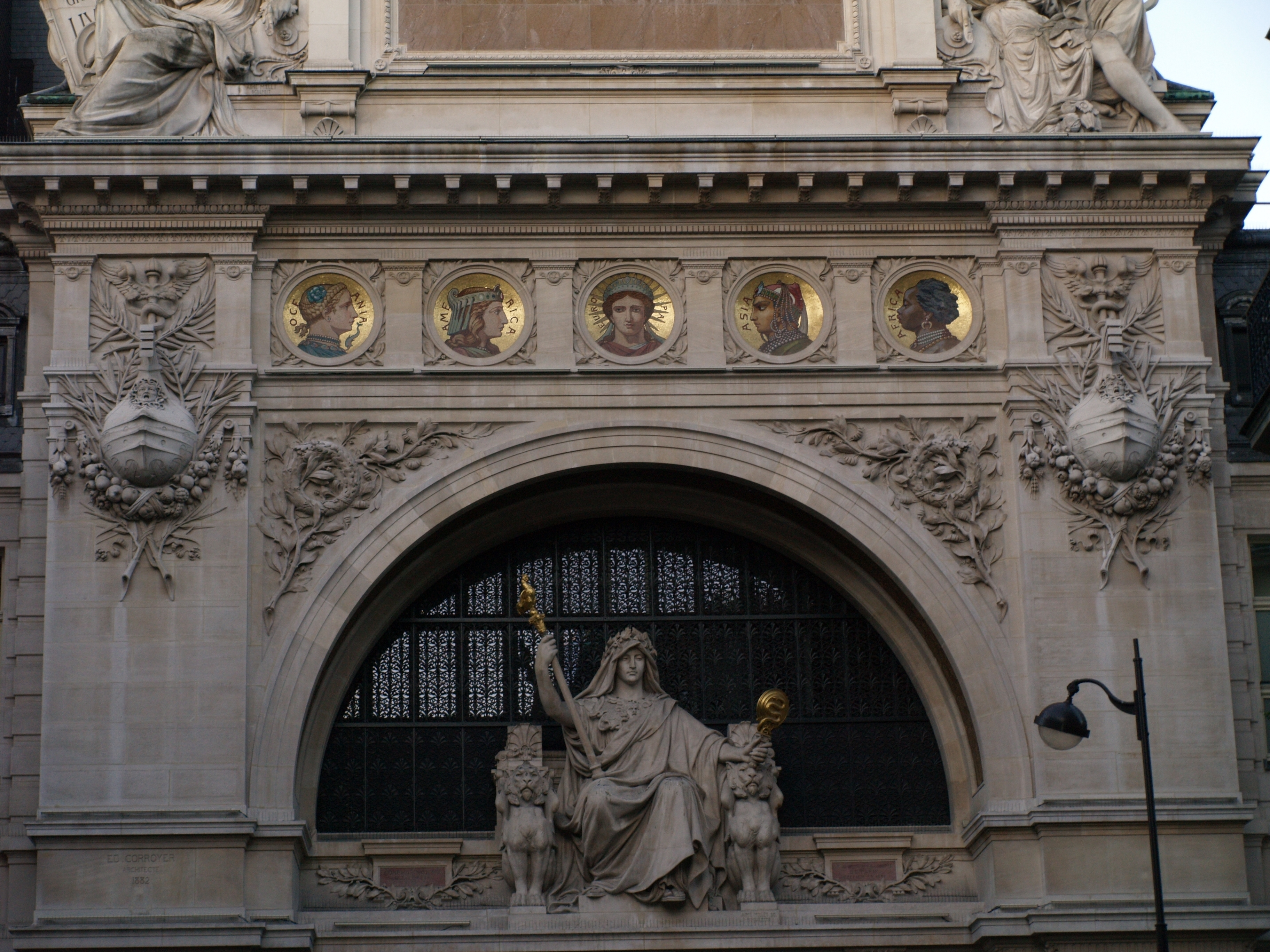
Détail des allégories des cinq continents, supervisées par Édouard Corroyer.

Dès 1851, le siège social du comptoir est transféré au 14, rue Bergère dans l'hôtel du Comptoir d'escompte, reconstruit de 1878 à 1883 par l'architecte Édouard Corroyer, et qui n'appartient plus à BNP Paribas depuis 2020. Il a été le siège de BNP Paribas Asset Management de 2009 à 2020 et offre un remarquable exemple d’architecture bancaire.
La banque confie la conception du bâtiment à l’architecte Édouard Corroyer. Cet élève de Viollet-le-Duc avait préalablement dirigé la restauration du Mont Saint-Michel. La partie principale du nouvel édifice est construite entre 1878 et 1883, l’assemblée générale du 30 janvier 1882 se tenant dans des locaux entièrement refaits, bien qu’encore inachevés. Une seconde partie du siège est construite sous la direction de l’architecte François Constant-Bernard entre 1900 et 1905.
Pour la construction de l’édifice principal, l’architecte Corroyer s’adjoint les services de certains des artistes les plus réputés de l’époque, en particulier le mosaïste Giandomenico Facchina et le sculpteur Aimé Millet, qui avaient déjà tous deux contribué, entre autres, à l’ornementation somptueuse de l’Opéra Garnier. Les trois statues de Millet, ornant le pavillon principal de l’édifice, symbolisent la Finance, la Prudence et le Commerce. Les médaillons représentant les cinq continents rappellent au visiteur que le CNEP exerça son activité partout dans le monde, s’implantant notamment à Shanghai et Calcutta dès 1860. Le Comptoir fut ainsi la première banque française à se doter d’un réseau international. BNP Paribas perpétue aujourd’hui cette tradition, en étant présent dans plus de 80 pays.
Traversant le vestibule au décor néo-byzantin de colonnes et de mosaïques, les clients rejoignaient « l’atrium », qui fait alors office d’agence centrale et où se trouvaient les guichets dédiés aux opérations bancaires. L’atrium est coiffé d’une verrière aux motifs géométriques et floraux, laissant entrer la lumière du jour due au maître verrier Edouard Didron. Cette verrière est suspendue à un comble en structure métallique et une deuxième verrière coiffe et protège la première verrière. Le sol en dalles de verre de Saint-Gobain permet à cet éclairage zénithal de pénétrer par transparence jusqu’aux salles des coffres et de conservation des titres situées en sous-sol. À partir du vestibule, un escalier monumental de style byzantin est paré de mosaïques représentant fleurs et oiseaux : il est l'œuvre du mosaïste Giandomenico Facchina sur des cartons de Charles Lameire. Il permet d’accéder aux bureaux des directeurs et à la salle du conseil. C’est dans ces salons qu’étaient signés les contrats pour les financements de grands projets ou emprunts de la fin du XIXe et du début du XXe siècle.
Dès sa construction, l’immeuble bénéficie des meilleures innovations technologiques de l’époque : électricité, ascenseur, chauffage central, tubes pneumatiques pour l’acheminement du courrier, horloges indiquant l’heure dans les principales villes du monde.
Par arrêté du 19 février 1991, une partie de l’édifice principal est inscrite à l’Inventaire supplémentaire des monuments historiques,.
Le bâtiment est vendu à un fonds d'investissement en 2020 et la banque a depuis déménagé ses équipes. Des travaux sont lancés pour ré-utiliser le bâtiment dans de nouveaux usages pour 2026.

## Dirigeants
Jusqu'en 1872, le CNEP n'a pas de président mais un directeur présidant l'assemblée générale.

### Liste des présidents
- Laurent-Antoine Pagnerre, directeur : 1848
- Hippolyte Biesta, directeur : 1848-1870
- Vincent Dubochet : 1872-1873
- Édouard Hentsch : 1873-1889
- Ernest Denormandie : 1889-1901
- Emile Mercet : 1901-1908
- Alexis Rostand : 1908-1919
- Paul Boyer : 1919-1939
- Alexandre Célier : 1939-1946
- Georges Gaussel : 1946-1959
- Charles Farnier : 1959-1964
- Henry Bizot : 1964-1966

### Sources
- Denormandie, Comptoir national d'escompte de Paris, 1848-1863, Paris, Imprimeries Chaix
- Denormandie, Le Comptoir national d'escompte de Paris, Paris, Imprimeries Chaix
- Hubert Bonin, Une grande entreprise bancaire : Le Comptoir national d'escompte de Paris dans l'entre-deux-guerres, 1992
- Hubert Bonin, Le Siège du Comptoir national d'escompte de Paris : Corroyer et les décors du Comptoir d'escompte de Paris, 1992
- Nicolas Stoskoff, La Fondation du Comptoir national d'escompte de Paris, banque révolutionnaire (1848), 2002
- Van-Anh Nguyen, La Vie boursière du Comptoir national d'escompte de Paris, 1848‐1945, Faculté de Droit, d’Économie et de Gestion, 2005
- Alfred Colling, La Prodigieuse Histoire de la Bourse, Société d'Éditions économiques et financières, 1949